# ゴルフしようよ
『ゴルフしようよ』はボトムアップから1999年12月9日にドリームキャストにて発売されたゲームソフト。ジャンルはゴルフゲーム。

## 概要
発売時のエンターブレイン刊行の『ファミ通』クロスレビューでは『みんなのGOLF』のパクリと明言されてしまう。当時のPlayStation全盛の時代背景からも販売数を伸ばすことはかなわなかった。結果、ボトムアップは倒産、関連商品の発売はソフトマックスに移行する。2001年8月17日の時点でオンラインサービスも終了した。

### 続編
2000年6月1日にソフトマックスから再発売である『ゴルフしようよ 攻略パック』が発売された。また、2000年8月3日に追加ディスクである『ゴルフしようよ APPEND COURSES アドベンチャー編』が発売された。正統な2作目『ゴルフしようよ2 新たなる挑戦』は2001年1月18日に販売された。

## 余談
黒ひげ危機一発とのカップリングタイトル『黒ひげのゴルフしようよ』が2002年4月19日にTOMYよりゲームボーイアドバンスにて発売されている。